# Lông tiết keo

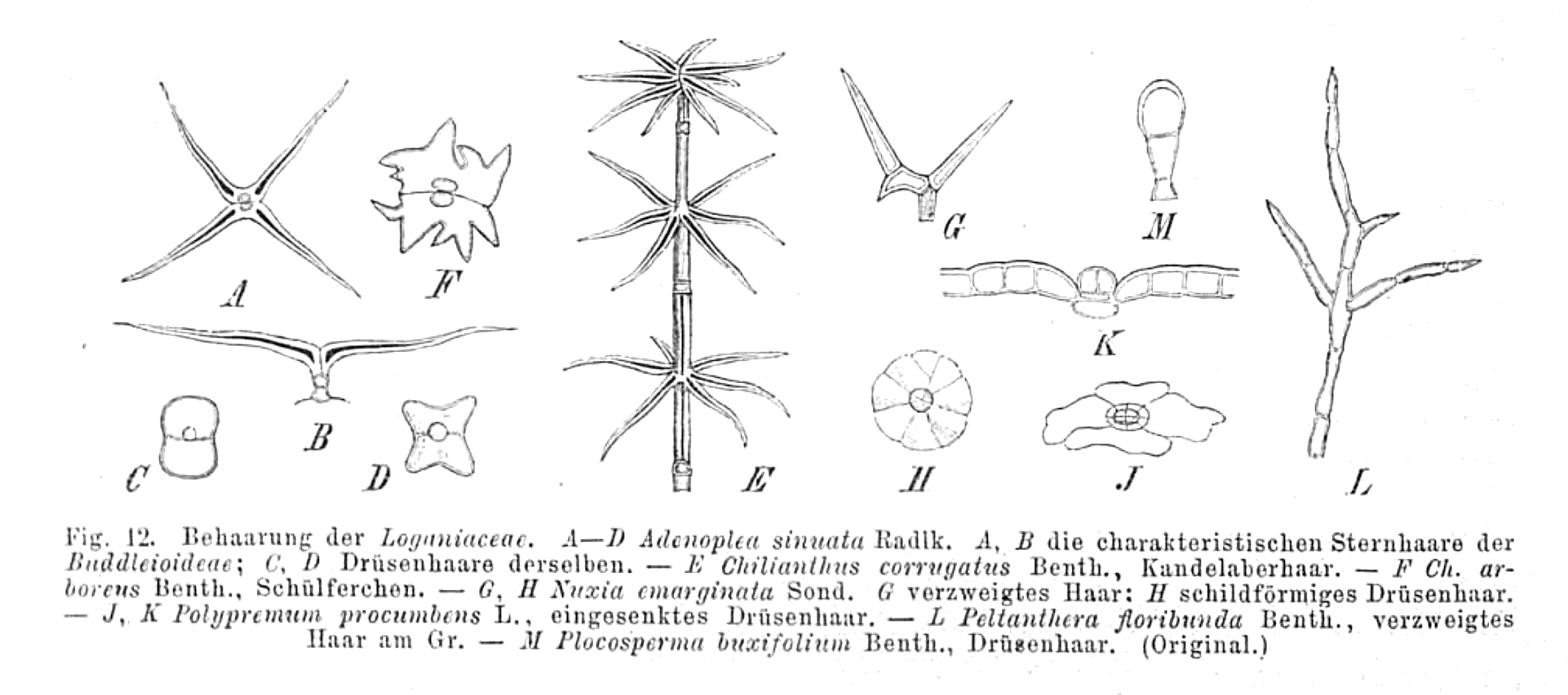
Một số loại lông đa bào xuất hiện trên thực vật thuộc họ Loganiaceae, bao gồm cả các lông tiết được thể hiện ở mặt cắt ngang C, D, H.

Lông tiết keo (tiếng Anh: colleter) là một loại cấu trúc ở thực vật có hoa dạng lông bài tiết đa bào, được tìm thấy thành từng nhóm gần gốc cuống lá, trên lá kèm và lá đài. Bất chấp chức năng tuyến mà các cấu trúc này thực hiện, chúng không có bó mạch. Chúng phổ biến ở các loài thuộc nhiều họ, chủ yếu là họ Mã tiền Loganiaceae và họ Thiến thảo Rubiaceae.

## Vai trò
Lông tiết keo đóng vai trò là bảo vệ cho các khu vực giàu mô phân sinh. Sản phẩm bài tiết của nó là một chất nhầy với thành phần chính ngoài polysaccharide còn chứa một số protein bảo vệ, chẳng hạn như chitinase, β-1,3-glucanase và polyphenol oxidase có thể cản trở quá trình sinh hóa của vi sinh vật có khả năng tấn công các mô này. Tuy nhiên, trong một số trường hợp đã ghi nhận dịch tiết gây ra sự phát triển của một số vi khuẩn nội sinh mà chức năng cụ thể của chúng vẫn chưa được biết rõ.